# Angel (песня Мики Ньютон)
Angel (с англ. — «Ангел») — композиция, с которой Мика Ньютон представила Украину на конкурсе Евровидение 2011 года в Дюссельдорфе.

## История
Песня «Ангел» была написана композитором Русланом Квинтой и автором текста Мариной Скомороховой. В журнале Cosmo отметили, что песня «рассказывает историю любви, хрупкой и свободной одновременно.»
Национальный отбор к конкурсу «Евровидение 2011» был сопряжён с целым рядом скандалов. Часть участников были дисквалифицированы. Согласно оценкам жюри и по итогам интернет- и смс-голосования песня «Ангел» попала в тройку победителей. Из-за жалоб на сомнительные результаты голосования было принято решение провести ещё один отбор между тремя финалистами. Тем не менее, повторное голосование не состоялось; вместо это организаторы собрали пресс-конференцию, где объявили, что после пересчёта голосов, 32 % от их общего количества было отдано за песню «Ангел», что сделало Мику Ньютон победительницей отборочного этапа.
Мика Ньютон исполнила песню 12 мая 2011 во втором полуфинале песенного конкурса Евровидение под шестым номером в программе. По итогам голосования композиция прошла в финал, где заняла 4 место с результатом в 159 баллов. Выступление Мики Ньютон сопровождалось песочной анимацией, которую исполнила Ксения Симонова. Песня «Ангел» звучала под видеоряд, по сюжету которого ангел-хранитель помогал девочке-сироте.

## Внешние ссылки
- Текст песни (англ.)
- Песня в финале конкурса Евровидение 2011